# 朝鮮仏教徒連盟
朝鮮仏教徒連盟（ちょうせんぶっきょうとれんめい）は、1945年12月26日に結成された朝鮮民主主義人民共和国（北朝鮮）の宗教団体。「北朝鮮仏教徒連盟」が前身である。1965年頃に一旦、解散させられるが、1972年に再び結成された。韓国の仏教団体との交流窓口となっている。朝鮮仏教徒連盟中央委員会委員長は康寿麟。

## 厳しい宗教統制
北朝鮮は社会主義国のため宗教活動が厳しく統制（実質的に禁止）されている。僧侶は朝鮮労働党によって党員の中から選ばれている。信徒（信者）も朝鮮労働党の思想審査に合格した党員しかなれない。妙香山には普賢寺という寺院があるが、外国人観光客のための見学コースになっている。

## 参考資料
- 共和国の仏教